# Gary Daniels
Gary Edward Daniels (nacido el 9 de mayo de 1963) es un actor y artista marcial inglés. Originalmente un kickboxer luchando fuera de Londres y Tampa Bay, Daniels obtuvo sus primeros créditos como actor con compañías filipinas. Obtuvo un reconocimiento más amplio en las adaptaciones de manga City Hunter, junto a Jackie Chan, y Fist of the North Star, en un papel protagónico. Durante la década de 1990, encaró muchas películas de acción independientes, sobre todo las de PM Entertainment. En años posteriores, Daniels ha aparecido en la comida estadounidense más convencional, como las dos películas de acción en vivo de Tekken y el vehículo estrella The Expendables.

## Vida Temprana
Gary Daniels nació el 9 de mayo de 1963 en Woking, Surrey, Inglaterra. Creció en la ciudad de Hayes, al oeste de Londres. Jugó al fútbol desde los 5 años, y estuvo en la lista de exploración cercana de Watford F.C. hasta los 14 años. Después de ver un adelanto de Enter the Dragon en la televisión a los 8 años, Daniels le pidió a su padre que lo llevara a un club de artes marciales, y el anciano Daniels se hizo cargo del deporte el mismo día para animar a su hijo. Antes de abrirse paso como actor, se mantuvo a sí mismo como portero y bailarín de un club nocturno. 

## Artes Marciales
Daniels comenzó en el Hayes Kung-fu Club local, trabajando con los entrenadores Jim Russell y Lajos Jakab. Enseñaron un estilo llamado "kung-fu mongol", que en la práctica resultó ser una mezcla de karate, judo y aikido orientado a la autodefensa. Al encontrar que sus habilidades de patada no se utilizan en este estilo, Daniels se trasladó al taekwondo con el entrenador Raymond Choi alrededor de los 12 o 13 años, y recibió su cinturón negro en tres años. Sin embargo, su estilo agresivo hizo que lo descalificara de varios torneos de la ITF. A los 14 años, buscó un segundo entrenador en Mickey Byrne, un especialista sorprendente e instructor militar que trabajaba en un gimnasio de la Universidad de Brunel, con el objetivo de entrar en el entonces naciente deporte del kickboxing con la PKA. Daniels comenzó a pelear en los espectáculos británicos de PKA a los 17 años y pasó de dos a tres años en ese circuito. Entre las siete peleas que tuvo allí, afirma un empate contra el campeón mundial de peso mediano de la organización. Sin embargo, las peleas pagaban mal y eran difíciles de conseguir.
Justo después de su vigésimo cumpleaños en 1983, emigró a los Estados Unidos con solo unos pocos cientos de libras en los bolsillos, estableciéndose en Tampa, Florida, siguiendo el consejo del promotor británico de PKA George Stefas, quien lo consideró el mejor compromiso entre el grupo de talentos y el costo de vida. Allí comenzó a entrenar con los instructores de karate John y Jim Graden, así como a enseñar en St. Universidad de Petersburgo. También se entrenó con su mentor Joe Lewis, que vivía en la zona en ese momento, pero no era un alumno suyo desde hace mucho tiempo. Sin embargo, las carteras estadounidenses no eran lo que Daniels esperaba y le resultó difícil pagar los gastos de viaje. Como resultado, se apegó principalmente a la escena de Florida. Sin embargo, el karate de puntos, que no le gustaba, era mucho más frecuente que el contacto completo en ese momento, y lo dejó después de un par de torneos sin éxito. A pesar de las primeras dudas, también entrenó en Ninjutsu durante aproximadamente un año, primero con un entrenador llamado Mark Russo, y luego con su mentor Steven Hayes.
Alrededor de 1986, Daniels voló a Filipinas para explorar oportunidades de actuación, y permaneció allí durante dos años. Regresó a los Estados Unidos en 1988 y se mudó a California al año siguiente para avanzar en su carrera cinematográfica. Poco después, fue presentado a Winston "Omega" Wong, un malayo de ascendencia china. También respoló al Muay Thai y al kickboxing, uniéndose al Jet Center de Benny Urquidez durante aproximadamente un año y entrenando con varios luchadores, incluidos Pete Cunningham y Stan Longinidis. Daniels también tuvo una temporada en el gimnasio Piston de Yukio "Little Piston" Horiuchi en Fountain Valley. Regresó brevemente a la competencia para la Asociación Mundial de Kick Boxing de Horiuchi (California), una rama regional de la WKBA con sede en Japón, ganando el título de peso semipesado de California en noviembre de 1990 contra Bob Smith. Esto llevó a más oportunidades en Hollywood, y se alercó de la lucha de premios debido a conflictos de programación. A partir de entonces, Daniels se entrenó exclusivamente con Omega.
El 23 de noviembre de 1991, en la World Martial Arts Extravaganza en Birmingham, Inglaterra, Daniels participó en una exposición de kickboxing de tres rondas y sin decisión con el 11 veces campeón mundial Don "The Dragon" Wilson, para promocionar su película Ring of Fire. Sintiendo que nunca se había retirado de la lucha, sino que había estado de licencia debido a la seguridad financiera que ofrecía el cine, Daniels hizo lo mejor de una pacaja como actor y comenzó a asistir a campamentos de lucha en Tailandia en 2004, ocasionalmente entrenando con la figura de WMC Stephan Fox. Ha participado en algunos concursos improvisados mientras estaba allí, el último registrado fue una derrota de decisión de cinco asaltos a la edad de 45 años, contra un oponente sustancialmente más joven. Ha declarado que se consideraba jubilado desde entonces.

## Película
Daniels creció como un entusiasta del cine de artes marciales y adquirió un gran conocimiento del género. Más tarde contribuyendo con opiniones al segmento de filmografía del Libro de Artes Marciales de John Corcoran. Cuando llegó a Tampa Bay a los 20 años, Daniels comenzó a tomar clases de actuación en el Taller de Estudio de Intérpretes de Kathy Laughlin. Encontró algunos comerciales y partes de bits a nivel local, incluso en un episodio de Miami Vice y la película Cocoon, la última de las cuales fue cortada. En 1986, le preguntó a un amigo filipino si podía lanzar su cinta de demostración a las compañías cinematográficas de su país natal. Aceptó una invitación de un director que resultó ser un fraude, pero se quedó allí y más tarde fue descubierto por Solar Films, cuyo rico propietario chino Wilson Tieng estaba buscando actores caucásicos para expandirse en el mercado internacional. Le dieron un contrato de seis fotos pero después de dos, le pidieron que hiciera una película de softcore y se fue.
Daniels regresó a Florida en 1988. Su fortuna cambió en 1989 cuando conoció a Roy Horan. Horan lo puso en contacto con el agente "Hilly" Elkins, que tenía afinidad por el talento inglés. Elkins lo inscribió en su empresa con sede en Los Ángeles y Daniels se mudó a la zona. En 1990, firmó un acuerdo de cuatro películas con Cinema City de Hong Kong, pero quebró poco después. Para entonces, el éxito de Bloodsport había abierto la puerta para que los artistas marciales de la vida real aparecieran en las películas. Le ofrecieron 50.000 dólares para protagonizar Death Touch para la nueva compañía de Menahem Golan, 21st Century, pero fue cancelada. Después de ganar un cinturón regional de la WKBA, Elkins lo envió a una audición para la película de PM Entertainment Ring of Fire. Este fue su primer papel destacado en los Estados Unidos, y le valió la tarjeta aSAG.
Los primeros papeles principales estadounidenses de Daniels llegaron en una serie de coproducciones entre la compañía Silver Star de Filipinas y sus socios estadounidenses Cine Excel, comenzando con Capital Punishment de 1991. Aunque eran de muy bajo nivel, Daniels se hizo amigo del jefe de Cine Excel, David Huey, y siguió trabajando con él a lo largo de los años. En 1992, Daniels viajó a Japón y Hong Kong para una adaptación de City Hunter protagonizada por Jackie Chan, un avance temprano junto a una de sus estrellas de acción favoritas. El británico también aprovechó una pausa en el rodaje para aparecer junto a Moon Lee en Misión de Justicia. En 1993, Daniels interpretó al personaje de Malibu Comics Hardcase en un corto promocional del director de vídeos musicales Darren Doane. Al mismo tiempo, entró en su primer acuerdo de varias películas con PM Entertainment, graduándose para coprotagonizar y, poco después, papeles principales para la compañía con Deadly Target de 1994.
Mientras tanto, Daniels comenzó a lanzar un posible personaje de franquicia para sí mismo llamado Union Jack, un ex sargento del ejército británico con cualidades similares a las de James Bond, que se convirtió en el guardaespaldas de una rica heredera. Firmó un acuerdo de tres películas con Overseas Filmgroup, de propiedad británica, del cual Union Jack estaba destinado a ser el primero. Ese proyecto no se llevó a cabo, pero Overseas, que con frecuencia coproducía con Japón, fue contactado por la Compañía Toei para ayudar a hacer una versión de acción en vivo de Fist of the North Star. A Daniels, un fan del anime, se le ofreció el papel. Si bien este último siente que un estreno en cines, que en un momento se consideró en un momento dado, podría haber cambiado su carrera, la fuerte actuación en vídeo de la película, particularmente en Asia, todavía lo estableció como un nombre rentable.
Daniels siguió adelante con un nuevo contrato de PM Entertainment, que lo vio protagonizar una trilogía informal conocida internamente en PM como las "Tres R": Rage (1995), Riot (1996) y Recoil (1998). A menudo se ven como el pico de la compañía gracias a las acrobacias a gran escala ideadas por Spiro Razatos. Aspectos de su personaje soñado, Union Jack, resurgieron en otros proyectos, especialmente las dos películas de Queen's Messenger hechas para Harry Alan Towers. Daniels también se reunió con Darren Doane, el director de su cortometraje Hardcase, para dos largometrajes, Ides of March, que no se estrenó debido a problemas legales, y Black Friday, que lo vio debutar como productor principal.
A principios de la década de 2000 marcaron el fin de las lucrativas ventas de cable y en el extranjero que habían consolidado la carrera de líder de Daniels. Todavía trabajando para los productores Joseph Merhi y Avi Lerner, se encontró contratado como el antagonista en películas más de lujo encabezadas por antiguos jugadores de estudio, Retrograde con Dolph Lundgren y Submerged con Steven Seagal. Sin embargo, esos cambios en la dinámica de poder dieron como resultado que sus dos personajes se alteraran para peor. Después de unos años de escasez, Daniels recibió papeles de alto perfil en Tekken de 2009 y The Expendables de 2010 gracias a sus amigos Mike Norris y Chad Stahelski. Tuvo mejor suerte esta vez, ya que sus personajes ganaron relevancia durante la realización de las películas.
En 2012, Daniels ofreció una actuación más sobia en el drama criminal Angels, en un papel escrito contra el tipo por su amigo Wych Kaosayananda.[60]La falta de atractivo comercial de la película llevó a refilmaciones orientadas a la acción con Scott Adkins y a un cambio de marca como Tolerancia Cero, para decepción de Daniels.Sin embargo, el corte del director todavía se estrenó en Vietnam gracias a la presencia del coprotagonista Dustin Nguyen, y Daniels fue contratado para otro papel dramático en Adiós, Berlin Wall, una coproducción germano-vietnamita que fue seleccionada para el Festival de Cine de Busan 2015. En 2018, Daniels fue elegido por Ross Boyask, a quien había asesorado durante sus días como cineasta aficionado, como el principal antagonista de su primer largometraje convencional I Am Vengeance, junto al luchador Stu Bennett.

## Vida Personal
Daniels conoció a su esposa en Filipinas, y más tarde ella lo siguió a los Estados Unidos. Su primer hijo, Shane, es un especialista que ha competido en el programa de televisión American Ninja Warrior. Su segundo hijo, Kenshiro, llamado así por su personaje de Fist of the North Star, ha jugado al fútbol profesional en Filipinas. También tiene una hija.

## Filmografía

### Película
| Año  | Título                           | Papel                         | Notas |  |
| ---- | -------------------------------- | ----------------------------- | --- |  |
| 1988 | Final Reprisal                   | David Callahan                | Primer papel protagónico.                                                                                         |  |
| 1988 | The Secret of King Mahis Island  | Chuck                         | |  |
| 1991 | Ring of Fire                     | Bud                           | |  |
| 1991 | In Between                       | The Guardian                  | |  |
| 1991 | Capital Punishment               | James Thayer                  | |  |
| 1992 | Jin san jiao qun ying hui        | Martial Artist in Prologue    | Conocida en inglés como Mission of Justice.                                                                       |  |
| 1992 | Final Impact                     | Nick's Club Fighter           | |  |
| 1992 | Deadly Bet                       | Fletch                        | |  |
| 1992 | Bloodfist IV: Die Trying         | Scarface                      | También conocida como Die Trying.                                                                                 |  |
| 1992 | American Streetfighter           | Jake Tanner                   | También coreógrafo de peleas.                                                                                     |  |
| 1993 | City Hunter                      | Kim                           | |  |
| 1993 | Full Impact                      | Jared Taskin                  | También coreógrafo de peleas.                                                                                     |  |
| 1993 | Hardcase                         | Tom Hawke / Hardcase          | Película corta |  |
| 1993 | Knights                          | David                         | |  |
| 1993 | Firepower                        | Nick Sledge                   | |  |
| 1994 | Deadly Target                    | Charles Prince                | |  |
| 1995 | Fist of the North Star           | Kenshiro                      | |  |
| 1995 | Heatseeker                       | Xao                           | |  |
| 1995 | Rage                             | Alex Gainer                   | También productor asociado.                                                                                       |  |
| 1996 | White Tiger                      | Mike Ryan                     | |  |
| 1996 | Hawk's Vengeance                 | Eric "Hawk" Kelly             | También coreógrafo de peleas.                                                                                     |  |
| 1997 | Bloodmoon                        | Ken O'Hara                    | También productor asociado.                                                                                       |  |
| 1997 | Pocket Ninjas                    | The White Dragon              | Filmada en 1994.                                                                                                  |  |
| 1997 | Riot                             | Maj. Shane Alcott             | |  |
| 1998 | Recoil                           | Det. Ray Morgan               | También productor asociado.                                                                                       |  |
| 1998 | Spoiler                          | Roger Mason                   | |  |
| 1999 | No Tomorrow                      | Jason                         | |  |
| 1999 | Cold Harvest                     | Roland Chaney / Oliver Chaney | |  |
| 1999 | Delta Force One: The Lost Patrol | Capt. James Wellford          | |  |
| 2000 | Epicenter                        | Nick Constantine              | |  |
| 2000 | The Ides of March                | Thomas Cane                   | También conocida como Ultimate Target. No fue estrenada a nivel nacional.                                         |  |
| 2000 | City of Fear                     | Steve Roberts                 | |  |
| 2000 | Fatal Blade                      | Richard Fox                   | También productor asociado.                                                                                       |  |
| 2001 | Queen's Messenger                | Capt. Anthony Strong          | |  |
| 2001 | Witness to a Kill                | Capt. Anthony Strong          | También conocida como Queen's Messenger 2.                                                                        |  |
| 2002 | Black Friday                     | Dean Campbell                 | También productor.                                                                                                |  |
| 2004 | Retrograde                       | Markus                        | |  |
| 2005 | Submerged                        | Col. John Sharpe              | |  |
| 2006 | Reptilicant                      | Ryan Moore                    | |  |
| 2008 | Dark Secrets                     | Darryl Van Dyke               | También conocida como Cold Earth.                                                                                 |  |
| 2009 | Immortally Yours                 | Sebastian                     | |  |
| 2009 | La Linea                         | Martin                        | |  |
| 2009 | Tekken                           | Bryan Fury                    | |  |
| 2010 | Game of Death                    | Zander                        | |  |
| 2010 | The Expendables                  | Lawrence "The Brit" Sparks    | |  |
| 2010 | Hunt to Kill                     | Jensen                        | |  |
| 2010 | Across the Line                  | Michaels                      | |  |
| 2010 | The Lazarus Papers               | Sebastian Riker               | |  |
| 2011 | Johnny's Gone                    | Roy                           | |  |
| 2011 | Forced To Fight                  | Shane                         | También coreógrafo de peleas.                                                                                     |  |
| 2012 | The Mark                         | Joseph Pike                   | |  |
| 2012 | A Stranger in Paradise           | Derek                         | |  |
| 2012 | The Encounter: Paradise Lost     | Charlie Doles                 | |  |
| 2012 | The Mark: Redemption             | Joseph Pike                   | |  |
| 2012 | The Rogue                        | Kiefer                        | |  |
| 2012 | Liberty                          | Agent Gunner                  | |  |
| 2013 |                                  | Human Factor                  | Chad |  |
| 2014 | Tekken 2: Kazuya's Revenge       | Bryan Fury                    | |  |
| 2014 | Quyên                            | Hans                          | Conocida en inglés como Farewell, Berlin Wall.                                                                    |  |
| 2014 | Misfire                          | Cole                          | |  |
| 2015 | Skin Traffik                     | Bradley                       | |  |
| 2015 | Angels                           | Sammy                         | Parcialmente regrabada y estrenada en la mayoría de los territorios como Zero Tolerance o 2 Guns: Zero Tolerance. |  |
| 2015 | Dancin': It's On!                | Jerry August                  | |  |
| 2016 | The Wrong Child                  | Charles                       | |  |
| 2016 | Rumble                           | David Goran                   | |  |
| 2018 | I Am Vengeance                   | Hatcher                       | |  |
| 2018 | Astro                            | Jack Adams                    | |  |
| 2021 |                                  | The Gardener                  | Volker |  |
| 2022 |                                  | Bring Him Back Dead           | The Gardener |  |
| 2022 |                                  | Repeater                      | Henrik Botha |  |

### Television
| Year | Title                        | Role          | Notes |
| ---- | ---------------------------- | ------------- | --- |
| 1986 | Miami Vice                   | Male stripper | Episodio: "Walk-Alone" Inacreditado                                                                                |
| 1999 | Sons of Thunder              | Lannark       | Episodio: "Daddy's Girl"                                                                                           |
| 2008 | The Legend of Bruce Lee      | Elliott       | 2 episodios |
| 2013 | Payday                       | Hector        | Web miniseries Episodio: "Hector"                                                                                  |
| 2016 | Mortal Kombat X: Generations | Kano          | También conocida como Mortal Kombat: Legacy temporada 3. Miniserie web. Episodio: "Mission Fatigue". No estrenada. |
| 2016 | The Wrong Child              | Charles       | Película para televisión                                                                                           |
| 2021 | Kung Fu                      | Master Drake  | 2 episodios |